# Georg Friedrich Puchta
Georg Friedrich Puchta (født 31. august 1798 i Kadolzburg, død 8. januar 1846 i Berlin) var en tysk jurist. Han var søn af Wolfgang Heinrich Puchta og bror til Christian Heinrich Puchta.
Puchta blev Dr. jur. 1820, samme år privatdocent i Erlangen, 1823 ekstraordinær professor sammesteds, 1828 ordentlig professor i München, 1835 i Marburg, 1837 i Leipzig, 1842 Savignys efterfølger i Berlin, samme år hjælpedommer ved Geheimeovertribunalet, 1843 medlem af statsrådet og lovgivningskommissionen. Filosofisk påvirket af Schelling, juridisk-historisk af Savigny og Niebuhr, sluttede Puchta sig uden forbehold til den historiske skole, hvis førstemand ham næst efter Savigny blev. Han var en sjælden skarp og klar tænker, en overlegen logiker og systematiker, modstander af Hegel og Gans, hvis arveret og besiddelseslære han angreb. 
Forberedt ved forskellige mindre arbejder, Civilistische Abhandlungen og andre, blev Puchtas berømte Das Gewohnheitsrecht (I 1828, II 1837) et af den historiske skoles hovedværker, hvorefter fulgte en række afhandlinger, polemikker og kritikker, blandt andet af Georg Beselers Volksrecht und Juristenrecht (1844), og endelig de lærebøger, som i lange tider var de toneangivende i Tysklands romanistiske videnskab, Pandekten (1838, 12. oplag ved Johann Theodor Schirmer 1877), Cursus der Institutionen (I—III 1841—47, 10. oplag, I—II, ved Paul Krüger 1893) og Vorlesungen über das heutige römische Recht (I—II ved Rudorff 1847—48, 6. oplag 1873—74). 
Et andet hovedværk er Einleitung in das Recht der Kirche (1840). Han udgav, sammen med blandt andre Johann Christian Hasse, fra 1827 "Rheinisches Museum für Jurisprudenz". Efter Puchtas tidlige død samlede og udgav hans ven Rudorff hans Kleine civilistische Schriften (1851). Medens Puchtas indflydelse både i hans levende live og den derefter umiddelbart følgende tid var overordentlig, betragtede den senere generation under Jherings påvirkning ham som typen på den livsfjerne, konstruktive, formalt-logiske begrebsteoretiker.